# Nogometni Klub Dekani
Il Nogometni Klub Dekani è una società calcistica slovena con sede a Villa Decani, nel comune di Capodistria. Milita nella Druga liga, la seconda serie del campionato sloveno di calcio.

## Storia
Fu fondato nel 1938 quando Villa Decani, all'epoca comune autonomo, faceva ancora parte del Regno d'Italia. Nel 1945, con l'occupazione (percepita dai cittadini di etnia slovena - maggioritaria a Villa Decani - come una "liberazione") dell'Esercito Popolare di Liberazione della Jugoslavia, la squadra - conformandosi alle direttive delle autorità titine - fu convertito in circolo polisportivo di cultura fisica affiliato all'UCEF (Unione dei Circoli di Educazione Fisica), organizzazione sportiva di orientamento filoslavo che organizzava campionati nella Regione Giulia e successivamente, con l'entrata in vigore del trattato di pace, nel Territorio Libero di Trieste. Nell'autunno 1951 tutte le società della zona B del TLT - compreso lo Jadran di Dekani - si affiliarono alla Federazione calcistica della Jugoslavia, venendo gradualmente integrate nel calcio jugoslavo. Nel 1954, infine, la zona B del TLT fu de facto annessa alla Jugoslavia.
Durante il periodo jugoslavo lo Jadran non riuscì ad emergere ad alti livelli disputando perlopiù campionati in ambito locale. Negli anni ottanta militò per diverse stagioni nella Območna liga Ovest (secondo livello sloveno, quarto e poi quinto della piramide calcistica jugoslava) riuscendo a conquistare la promozione nella lega repubblicana slovena al termine della stagione 1989-1990. Nella stagione successiva, trovandosi ad affrontare le maggiori squadre della Slovenia (tolte le quattro militanti nelle divisioni superiori a livello interrepubblicano), conquistò la salvezza con un tredicesimo posto.
Nel 1991, con l'indipendenza della Slovenia dalla Jugoslavia, lo Jadran fu ammesso nel massimo campionato sloveno, nel quale militò per tre stagioni tra il 1991 e il 1995. Nel 1995 la società, appena retrocessa nel campionato cadetto, andò in dissesto finanziario e dovette ripartire dai campionati intercomunali. Nel 1998 risalì in Terza Lega e nel 2017 in Seconda Lega.

## Stadio
Il club gioca le gare casalinghe allo stadio Ivan Gregoric, che ha una capacità di 2000 posti a sedere.

## Palmarès
- Druga slovenska nogometna liga: 1

1992-93

## Organico

### Rosa 2022-2023
Aggiornata al 30 agosto 2022.